# Chigwell (métro de Londres)
Pour les articles homonymes, voir Chigwell (homonymie).
Chigwell est une station de la Central line, du métro de Londres, en zone 4. Elle est située sur la Station Road à Chigwell, dans le district non métropolitain d'Epping Forest sur le territoire du comté de l'Essex.

## Situation sur le réseau
Chigwell est une station, en surface du métro de Londres, située sur la Boucle de Hainault de la Central line, entre les stations Grange Hill et Roding Valley.

## Histoire
La station est mise en service le 1er mai 1903 par le Great Eastern Railway (GER) sur sa ligne entre Woodford et Ilford. Fermée en 1947 pour des travaux d'électrification de la Central line, elle est rouverte sous son nom actuel le 21 novembre 1947 dans le cadre de son intégration dans le réseau du métro de Londres,.

## Services aux voyageurs

### Desserte

Installations et desserte
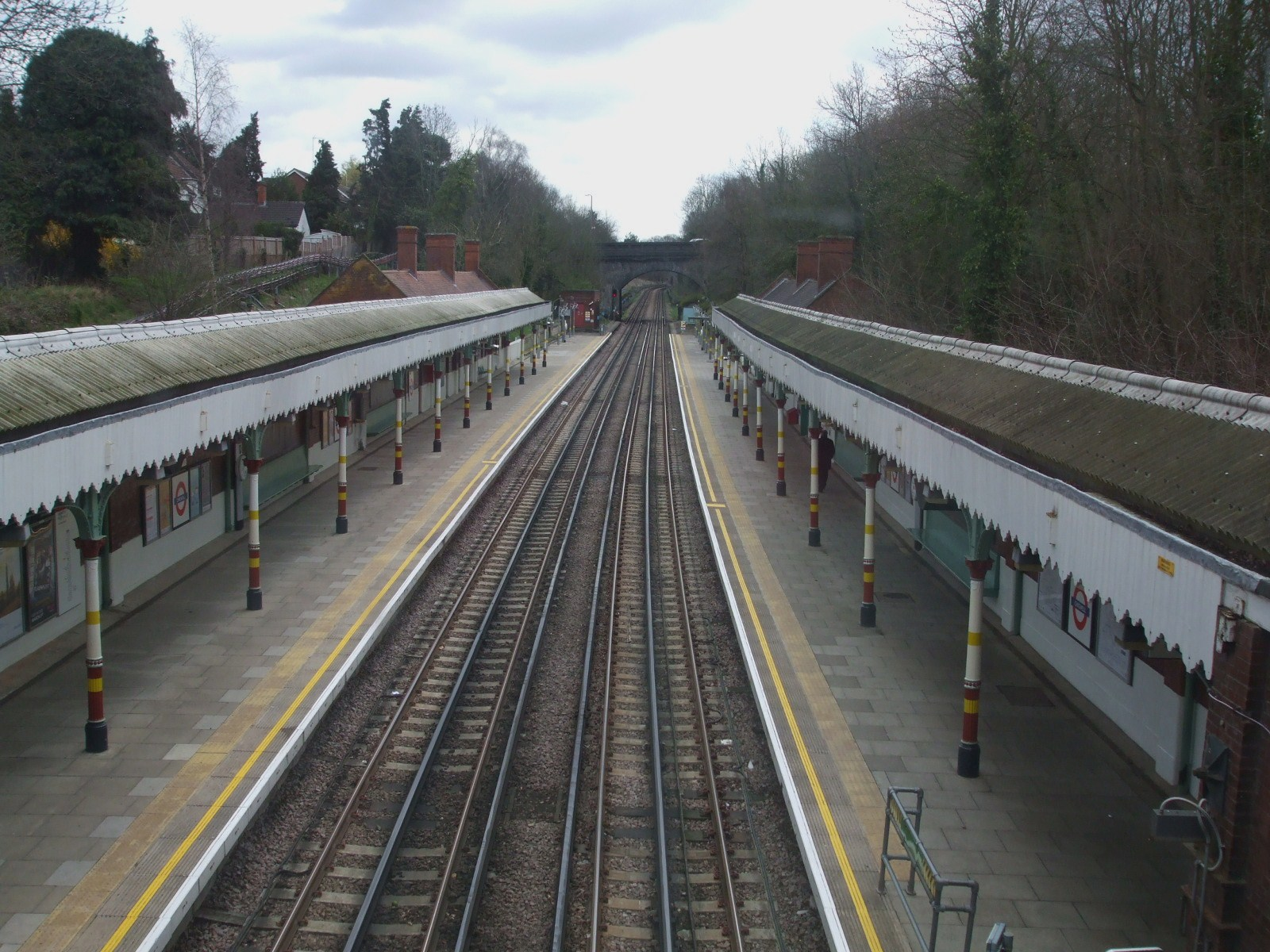
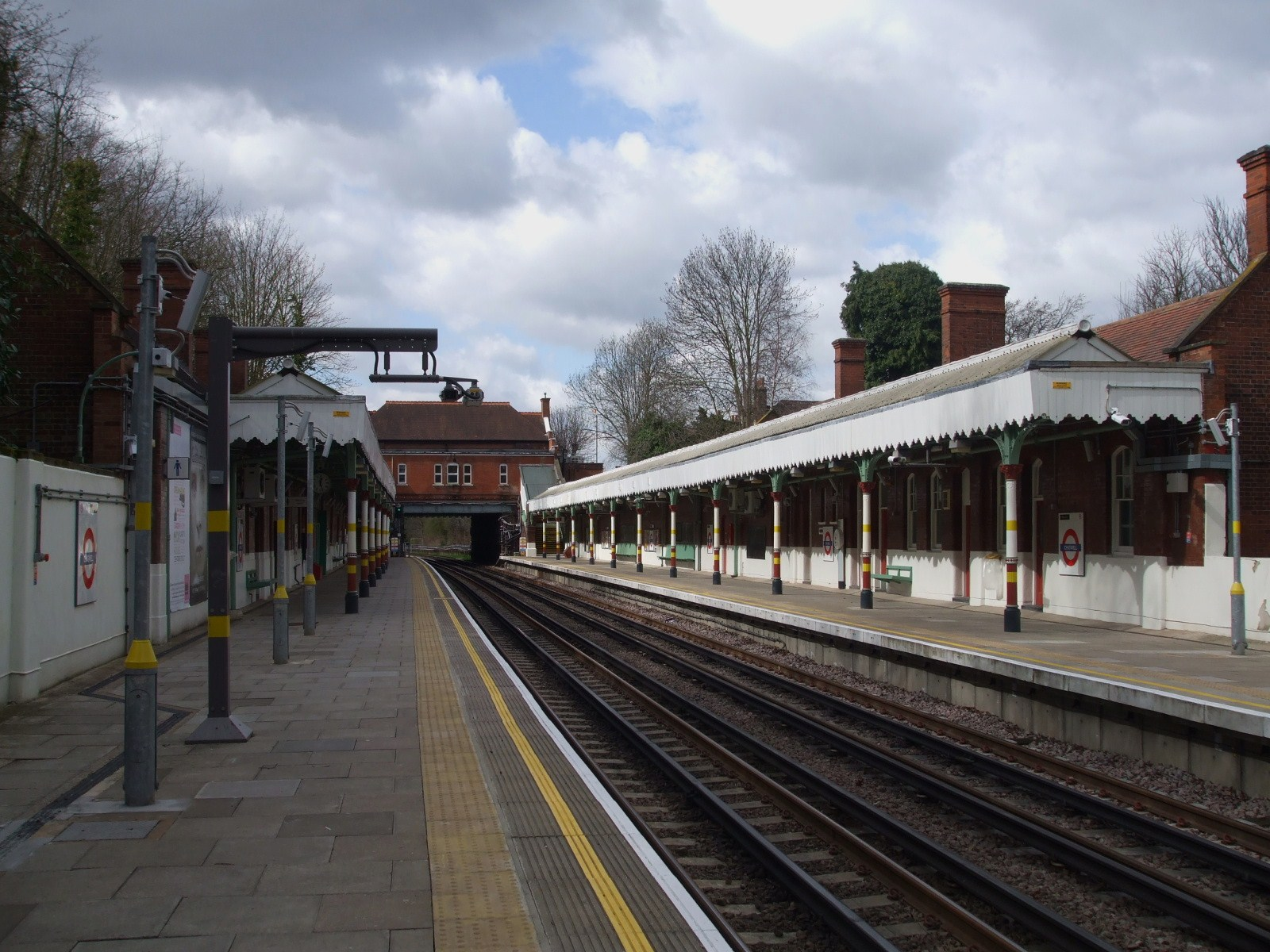
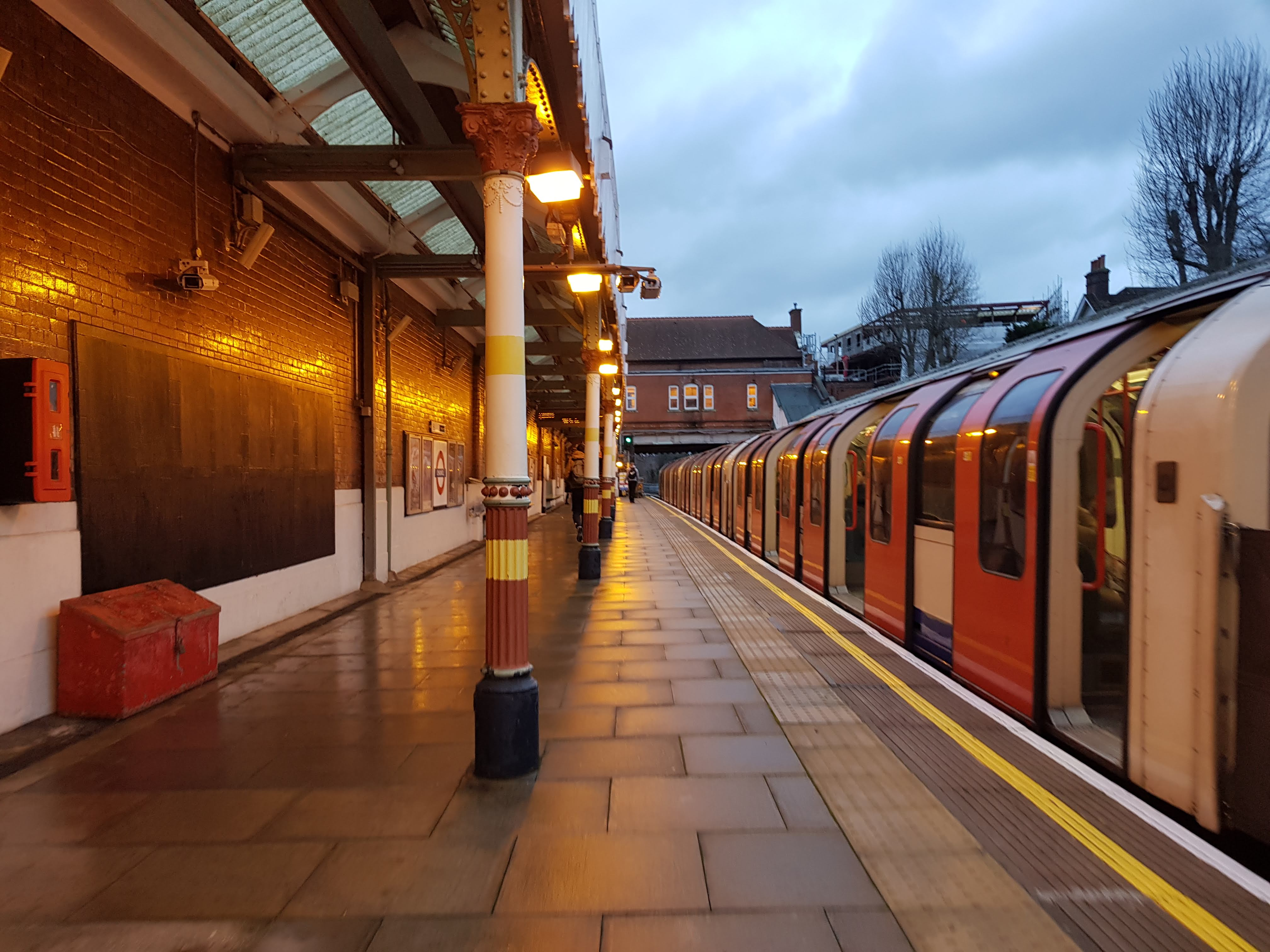

## À proximité
- Chigwell